# Załużżia (obwód chmielnicki)
Załużżia (ukr. Залужжя) – wieś na Ukrainie, w obwodzie chmielnickim, w rejonie szepetowskim, w hromadzie Biłohirja. W 2001 liczyła 542 mieszkańców, spośród których 539 wskazało jako ojczysty język ukraiński, 2 rosyjski, a 1 mołdawski. W 2021 liczyła 410 mieszkańców.